# Nakamura Ryo
Ryo Nakamura (sinh ngày 13 tháng 8 năm 1981) là một cầu thủ bóng đá người Nhật Bản.

## Sự nghiệp câu lạc bộ
Ryo Nakamura đã từng chơi cho FC Tokyo.